# Natur-Park Südgelände
Het Natur-Park Südgelände (ook wel Natur-Park Schöneberger Südgelände) is een park het Berlinse district Tempelhof-Schöneberg. Het park is geopend in 2000 en het ligt op de plek van het voormalige rangeerterrein van station Tempelhof.

## Ontstaan
Eind negentiende eeuw werd het rangeerterrein van station Tempelhof gebouwd. Dit was in 1889 gereed. Tot 1952 was het in gebruik. Na 1952 raakte het gebied in verval en kon de natuur er haar gang gaan. Het gebied was ook niet publiek toegankelijk. Vanaf 1986 valt het gebied onder het beheer van Grün Berlin. Vanaf 1999 is het beschermd gebied.
In 2000 werd het park geopend vanwege de Expo 2000. In het park is er nog veel van het rangeerterrein te zien. Zo liggen de sporen er nog, waarvan sommige zijn veranderd in wandelpaden, staat er een oude locomotief en staat de oorspronkelijke watertoren er nog.